# نوية (ذرة)

تظهر النواة الذرية هنا كحزمة مدمجة لنوعين من النيوكليونات، البروتونات (الأحمر) والنيوترونات (الزرقاء). في هذه الصورة، تظهر البروتونات والنيوترونات على أنها متميزة، وهي النظرة التقليدية في الكيمياء، على سبيل المثال. لكن في النواة الفعلية، كما تفهمه الفيزياء النووية الحديثة، يتم فصل النوكليونات جزئيًا وتنظم نفسها وفقًا لقوانين الديناميكا اللونية الكمومية.

نواة أي ذرة تحتوي على بروتونات ونيوترونات، ويدعى كل من البروتون والنيوترون باسم مشترك هو النويّة أو بالترجمة الحرفية نوكليون.
وعن كلمة نوكليون أخذ المصطلح نوكليد أو (النويدة) لتعريف أي نواة ذرية.
أي أن النواة الذرية تتكون من نويات وتشمل هذه النويات البروتونات والنيوترونات.
وتوجد النويات في نواة الذرة، أما الإلكترونات فهي تحوم حول النواة مشكلة غلافا الذرة من الإلكترونات.
تتساوى النويات في الكتلة تقريباً، أما الإلكترون فكتلته أخف من كتلة النوية نحو 1830 مرة.
حتى الستينيات، كان يُعتقد أن النيوكليونات هي جسيمات أولية، وليست مكونة من أجزاء أصغر. من المعروف الآن أنها جسيمات مركبة، مكونة من ثلاثة كواركات مرتبطة ببعضها البعض عن طريق التفاعل القوي. يُطلق على التفاعل بين نوتين أو أكثر التفاعل الداخلي أو القوة النووية، والذي ينتج أيضًا في النهاية عن التفاعل القوي. (قبل اكتشاف الكواركات، كان مصطلح «تفاعل قوي» يشير فقط إلى التفاعلات الدولية.)
النوكليونات تقع عند الحد حيث تتداخل فيزياء الجسيمات والفيزياء النووية. توفر فيزياء الجسيمات، وخاصة الديناميكا اللونية الكمومية، المعادلات الأساسية التي تصف خصائص الكواركات والتفاعل القوي. تصف هذه المعادلات كميًا كيف يمكن للكواركات أن تتحد معًا في البروتونات والنيوترونات (وجميع الهادرونات الأخرى). ومع ذلك، عندما يتم تجميع عدة نيوكليونات في نواة ذرية (نوكليد)، يصبح حل هذه المعادلات الأساسية أمرًا صعبًا للغاية (انظر شبكة QCD). بدلاً من ذلك، يتم دراسة النويدات في الفيزياء النووية، والتي تدرس النوكليونات وتفاعلاتها من خلال التقريبات والنماذج، مثل نموذج الغلاف النووي. يمكن أن تصف هذه النماذج خصائص النوكليد بنجاح، على سبيل المثال، ما إذا كانت نوكليدة معينة تخضع للاضمحلال الإشعاعي أم لا.
يوجد البروتون والنيوترون في مخطط فئات تكون في آنٍ واحد الفرميونات والهادرونات والباريونات. يحمل البروتون صافي شحنة موجبة، بينما يحمل النيوترون صافي شحنة صفرية؛ كتلة البروتون أقل بحوالي 0.13٪ فقط من كتلة النيوترون. وبالتالي، يمكن اعتبارهما حالتين من نفس النواة.

## الملخص

### الخصائص
البروتونات والنيوترونات معروفة في دورها كنواة، أي كمكونات للنواة الذرية، ولكنها موجودة أيضا كجسيمات حرة. مجانا النيوترونات غير مستقرة، مع نصف عمر حوالي 13 دقائق، ولكن لديهم تطبيقات مهمة (انظر إشعاع النيوترون وتشتت النيوترونات). البروتونات لا بد أن البعض نويات يتم نوى ذرات الهيدروجين عند ملزمة مع إلكترون أو –  إذا لم يكن ملزما بأي شيء –  هي الأيونات أو الأشعة الكونية.
كل من البروتون والنيوترون عبارة عن جسيمات مركبة، مما يعني أن كل منهما يتكون من أجزاء أصغر، أي ثلاثة كواركات لكل منهما؛ على الرغم من أنه كان يُعتقد في السابق أنه كذلك، إلا أنه ليس كذلك جسيمًا أوليًا. يتكون البروتون من اثنين من الكواركات واحد أسفل كوارك، في حين أن النيوترون لديها واحد كوارك علوي واثنين من أسفل الكواركات. ترتبط الكواركات ببعضها البعض بواسطة القوة الشديدة، أو بشكل مكافئ، بواسطة الغلوونات، التي تتوسط القوة الشديدة على مستوى الكواركات.
يحتوي الكوارك العلوي على شحنة كهربائية+23 e ، والكوارك السفلي له شحنة −13 e، وبالتالي فإن الشحنات الكهربائية المجمعة للبروتون والنيوترون هي + e و 0 على التوالي.  وبالتالي ، فإن شحنة النيوترون تساوي 0 (صفر)، وبالتالي فهو متعادل كهربائيًا؛ في الواقع، مصطلح «نيوترون» يأتي من حقيقة أن النيوترون متعادل كهربائيًا.
الأعداد الكمومية المتساوية والدورانية للنكليون لها حالتان لكل منهما ، مما ينتج عنه أربع مجموعات في المجموع. يتكون جسيم ألفا من أربعة نيوكليونات تشغل جميع المجموعات الأربعة ، أي أنه يحتوي على بروتونين (لهما دوران معاكس ) واثنان من النيوترون (لهما أيضًا دوران معاكس) ، وصافي دورانه النووي يساوي صفرًا. في النوى المكونة للنواة الأكبر ، من خلال استبعاد باولي، تضطر إلى أن يكون لها حركة نسبية، والتي قد تساهم أيضًا في الدوران النووي عبر رقم الكم المداري . تنتشر في قذائف نووية مماثلة لقذائف الإلكترون المعروفة في الكيمياء.
العزم المغناطيسي للبروتون ، والمشار إليه μ p، هو 2.79 (حيث تمثل μ N وحدة المقياس الذري للقياس تسمى المغناطيس النووي ). العزم المغناطيسي للنيوترون هو μ n = −1.91 . هذه المعلمات مهمة أيضًا في مسح الرنين المغناطيسي النووي / التصوير بالرنين المغناطيسي.

### الاستقرار
النيوترون في الحالة الحرة هو جسيم غير مستقر، مع نصف الحياة حوالي عشر دقائق. فإنه يخضع 
β−
 تسوس (نوع من التحلل الإشعاعي) عن طريق التحول إلى بروتون أثناء انبعاث إلكترون و الإلكترون النترينو. (انظر نيوترون المادة لمزيد من النقاش حول تسوس النيوترون.) يعتقد أن البروتون في حد ذاته مستقر، أو على الأقل عمره طويل جدا لقياسه. هذه مناقشة مهمة في فيزياء الجسيمات (انظر تحلل البروتون).
داخل النواة، من ناحية أخرى، يمكن أن تكون البروتونات والنيوترونات مجتمعة (النيوترونات) مستقرة أو غير مستقرة اعتمادًا على النويدات ، أو الأنواع النووية. داخل بعض النويدات ، يمكن أن يتحول النيوترون إلى بروتون (ينتج جسيمات أخرى) كما هو موصوف أعلاه ؛ يمكن أن يحدث العكس داخل نوكليدات أخرى ، حيث يتحول البروتون إلى نيوترون (ينتج جسيمات أخرى) من خلاله
β+
 
β+
r الاضمحلال أو التقاط الإلكترون. وفي داخل نوكليدات أخرى، كل من البروتونات والنيوترونات مستقرة ولا تغير شكلها.
يحتوي كلا النوكلين على جسيمات مضادة متطابقة: البروتون المضاد والمضاد النيوترون، اللذان لهما نفس الكتلة والشحنة المعاكسة للبروتون والنيوترون على التوالي، ويتفاعلان بنفس الطريقة. (يُعتقد عمومًا أن هذا صحيح تمامًا، بسبب تناظر CPT . إذا كان هناك اختلاف، فهو صغير جدًا بحيث لا يمكن قياسه في جميع التجارب حتى الآن. ) على وجه الخصوص، يمكن أن ترتبط مضادات النوى بـ «نواة مضادة». حتى الآن، ابتكر العلماء نوى مضاد للتيريوم  ومضاد للهليوم3-.

## جداول الخصائص التفصيلية

### صدى النيكلون
الرنين النكليوني عبارة عن حالات مثارة لجزيئات النكليون ، غالبًا ما تتوافق مع إحدى الكواركات التي لها حالة دوران مقلوبة، أو بزخم زاوي مداري مختلف عندما يتحلل الجسيم. يتم تضمين فقط الأصداء مع تصنيف 3 أو 4 نجوم في مجموعة بيانات الجسيمات (PDG) في هذا الجدول. نظرًا لأعمارها القصيرة للغاية، لا تزال العديد من خصائص هذه الجسيمات قيد البحث.
يُعطى تنسيق الرمز كـ N ( m ) LIJ ، حيث m هي الكتلة التقريبية للجسيم، L هو الزخم الزاوي المداري (في التدوين الطيفي ) لزوج النوكليون-الميزون، الذي ينتج عندما يتحلل، I و J هما تماثل الجسيم والزخم الزاوي الكلي على التوالي. منذ يتم تعريف النيوكليونات على أنها تمتلك12 إيزوسبين، فإن الرقم الأول يكون دائما 1، وسوف الرقم الثاني يكون دائما غريبة. عند مناقشة صدى النكليون ، في بعض الأحيان يتم حذف N وعكس الترتيب، في الشكل  m على سبيل المثال، يمكن الإشارة إلى البروتون على أنه "N (939) S 11 " أو "S 11 (939)".

## أمثلة
- تحتوي نواة ذرة الهيليوم-4 على 4 نويات، منها 2 بروتون و 2 نيوترون.

وتسمي نواة ذرة الهيليوم-4 نويدة الهيليوم-4.
- تحتوي نواة ذرة الهيليوم-3 على 3 نويات، منها 2 بروتون و 1 نيوترون.

وتسمي نواة ذرة الهيليوم-3 نويدة الهيليوم-3.

## خواص الذرة والنواة
- يحدد عدد النويات في نواة الذرة خواصها الفيزيائية، مثل هل هي ذات نشاط إشعاعي أم لا، كما نري في حالة نظائر الكربون. كما يختلف التفاعل النووي لكل نواة عن الأخرى بحسب عدد النويات فيها.
- يحدد عدد الإكترونات في غلاف الذرة خواص الذرة الكيميائية.
- ونظرا لأن كل ذرة متعادلة كهربائيا، لذلك تحتوي كل ذرة على عدد متساوي من البروتونات الموجبة الشحنة والإلكترونات السالبة الشحنة.

## اقرأ أيضًا
- ذرة
- نويدة
- نظير
- نظير مشع
- تحلل بيتا
- تحلل ألفا